# Bergur Thorberg
Bergur Thorberg, född 23 januari 1829 i Hvanneyri, död 21 januari 1886, var en isländsk ämbetsman.
Bergur, som var prästson, dimitterades från Reykjaviks skola 1851, studerade vid Köpenhamns universitet och blev juris kandidat 1857, varefter han anställdes i justitieministeriets isländska departement. År 1865 konstituerades han som amtman över Vesturamt (utnämnd 1866), vilket 1872 förenades med Suðuramt och han fick då, efter att tidigare varit bosatt i Stykkishólmur, bostad i Reykjavik. År 1884 utnämndes han till landshövding över Island efter att från 1882 ha förestått detta ämbete. Han var kungavald alltingsman 1865–1884.